# 0344

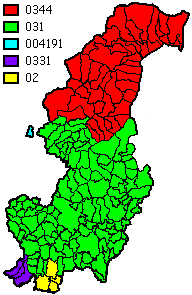
Mappa dei prefissi telefonici nella provincia di Como

0344 è il prefisso telefonico del distretto di Menaggio, appartenente al compartimento di Milano.
Il distretto comprende la parte settentrionale della provincia di Como. Confina con la Svizzera a ovest e con i distretti di Chiavenna (0343) a nord, di Sondrio (0342) e di Lecco (0341) a est e di Como (031) a sud.

## Aree locali e comuni
Il distretto di Menaggio comprende 35 comuni compresi in 1 area locale nata dall'aggregazione dei preesistenti settori di Dongo, Menaggio e Porlezza: Bene Lario, Carlazzo, Cavargna, Claino con Osteno, Corrido, Cremia, Cusino, Domaso, Dongo, Dosso del Liro, Garzeno, Gera Lario, Grandola ed Uniti, Gravedona ed Uniti, Griante, Lenno, Livo, Menaggio, Mezzegra, Montemezzo, Musso, Ossuccio, Peglio, Pianello del Lario, Plesio, Porlezza, Sala Comacina, San Bartolomeo Val Cavargna, San Nazzaro Val Cavargna, San Siro, Sorico, Stazzona, Tremezzina, Trezzone, Val Rezzo, Valsolda e Vercana.